# 8月1日 (旧暦)
旧暦8月1日（きゅうれきはちがつついたち）は旧暦8月の1日目である。六曜は友引である。

## できごと
- 文武天皇元年（ユリウス暦697年8月22日） - 持統天皇が孫の珂瑠皇子に譲位。珂瑠皇子が即位して42代・文武天皇に
- 天平宝字2年（ユリウス暦758年9月7日） - 舎人親王の第七王子・大炊王が即位し47代・淳仁天皇に
- 天正18年（グレゴリオ暦1590年8月30日） - 徳川家康が江戸城に入城
- 文久2年閏8月（グレゴリオ暦1862年9月24日） - 江戸幕府が会津藩主・松平容保を初代京都守護職に任命

## 誕生日
- 文化7年（グレゴリオ暦1810年8月30日） - 堀田正睦、江戸幕府老中（+ 1864年）
- 文政元年（グレゴリオ暦1818年9月1日） - 伊達宗城、政治家（+ 1892年）
- 安政3年（グレゴリオ暦1856年8月30日）- 田村銀之助、新撰組隊士（+ 1924年）
- 安政5年（グレゴリオ暦1858年9月7日） - 団琢磨、実業家・三井財閥指導者（+ 1932年）
- 元治元年（グレゴリオ暦1864年9月1日） - 明石元二郎、軍人（+ 1919年）

## 忌日
- 文永11年（ユリウス暦1274年9月2日） - 宗尊親王[1]、鎌倉幕府6代将軍（* 1242年）
- 永正4年（ユリウス暦1507年9月7日） - 細川澄之、武将（* 1489年）
- 永禄2年（ユリウス暦1559年9月2日） - 結城政勝、下総国の戦国大名（* 1503年）
- 応永元年（ユリウス暦1394年8月27日） - 長慶天皇、98代天皇
- 慶長5年（グレゴリオ暦1600年9月8日） - 鳥居元忠、徳川家康の家臣（* 1539年）

## 難読姓
「八月朔日」と書いて「ほずみ」あるいは「ほづみ」あるいは「ほうずみ」あるいは「ほぞみ」と読む苗字、「八月一日」と書いて「ほずみ」と読む苗字、「八朔日」と書いて「ほずみ」と読む苗字が日本に存在する。この頃に実る早稲（わせ）は、当年最初の稲穂つまり初穂である。その穂を摘み、恩人などに贈る風習が古くから農民の間にあった。ここに因むものである。なお、風習の詳細は八朔の項を参照されたい。

## 記念日・年中行事
- 八朔